# مارتسالی
شهر مارتسالی (به مجاری: Marcali) در شومودی در کشور مجارستان واقع شده‌است. جمعیت این شهر ۱۲٫۰۸۲ نفر است.